# Villa Celimontana

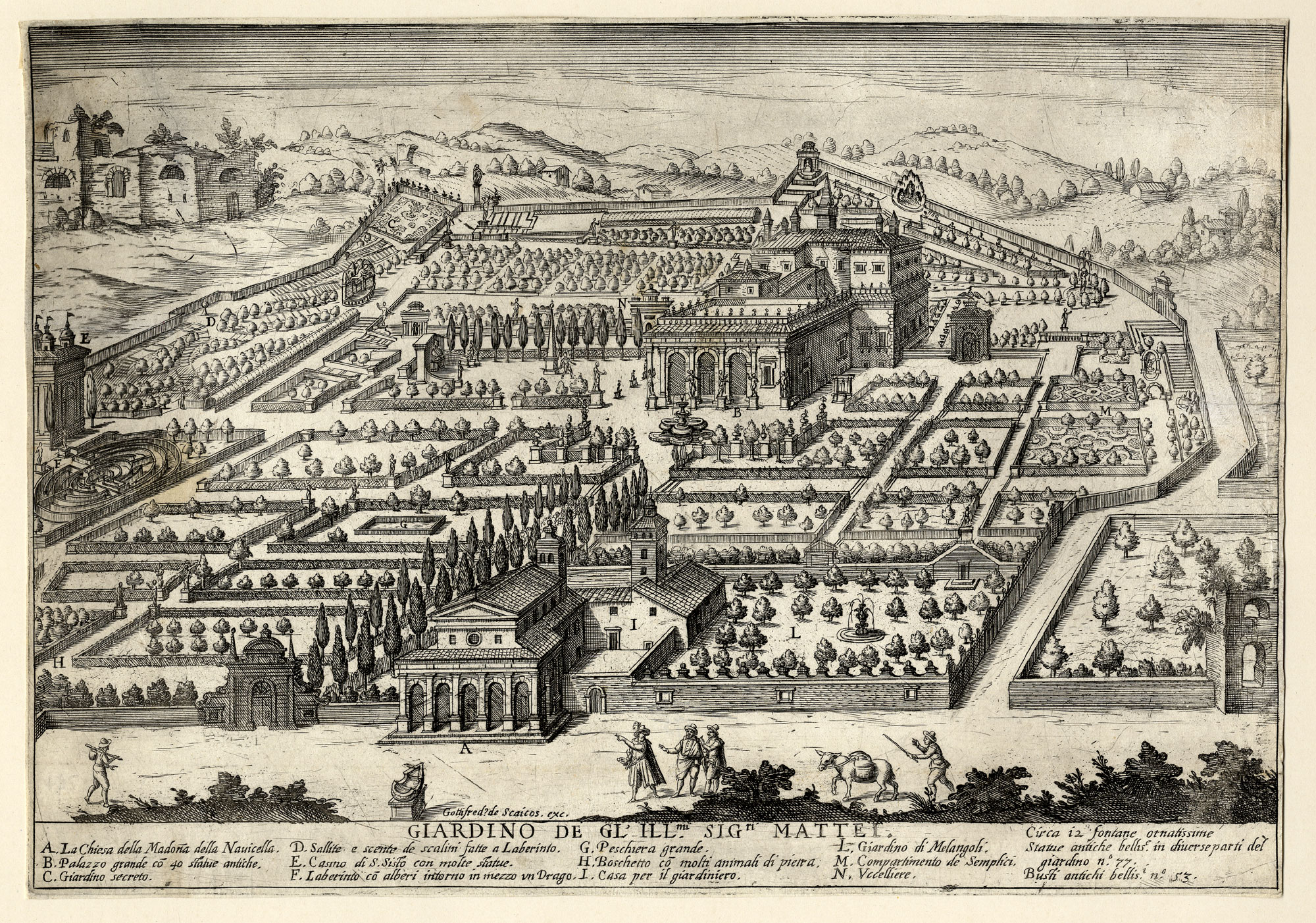
Gravura de Gottifredi Descaichi (c. 1600) mostrando a villa. Em primeiro plano a igreja de Santa Maria in Domnica.

Villa Celimontana, conhecida antigamente como Villa Mattei, é uma villa localizada no monte Célio, no rione Celio de Roma, conhecida por seus belos jardins, que cobrem a maior parte do vale entre ele e o Monte Aventino.
Atualmente a villa é conhecida como Parco di Villa Celimontana, aberto diariamente ao público. Sua aparência atual é resultado de uma intervenção paisagística realizada em 1858 com base num projeto do arquiteto francês Pierre Charles L'Enfant (1754-1825) por iniciativa de Laura Maria Giuseppa di Bauffremont e novamente em 1870, em estilo neogótico, pelo último proprietário, o barão Richard von Hoffmann.

## História

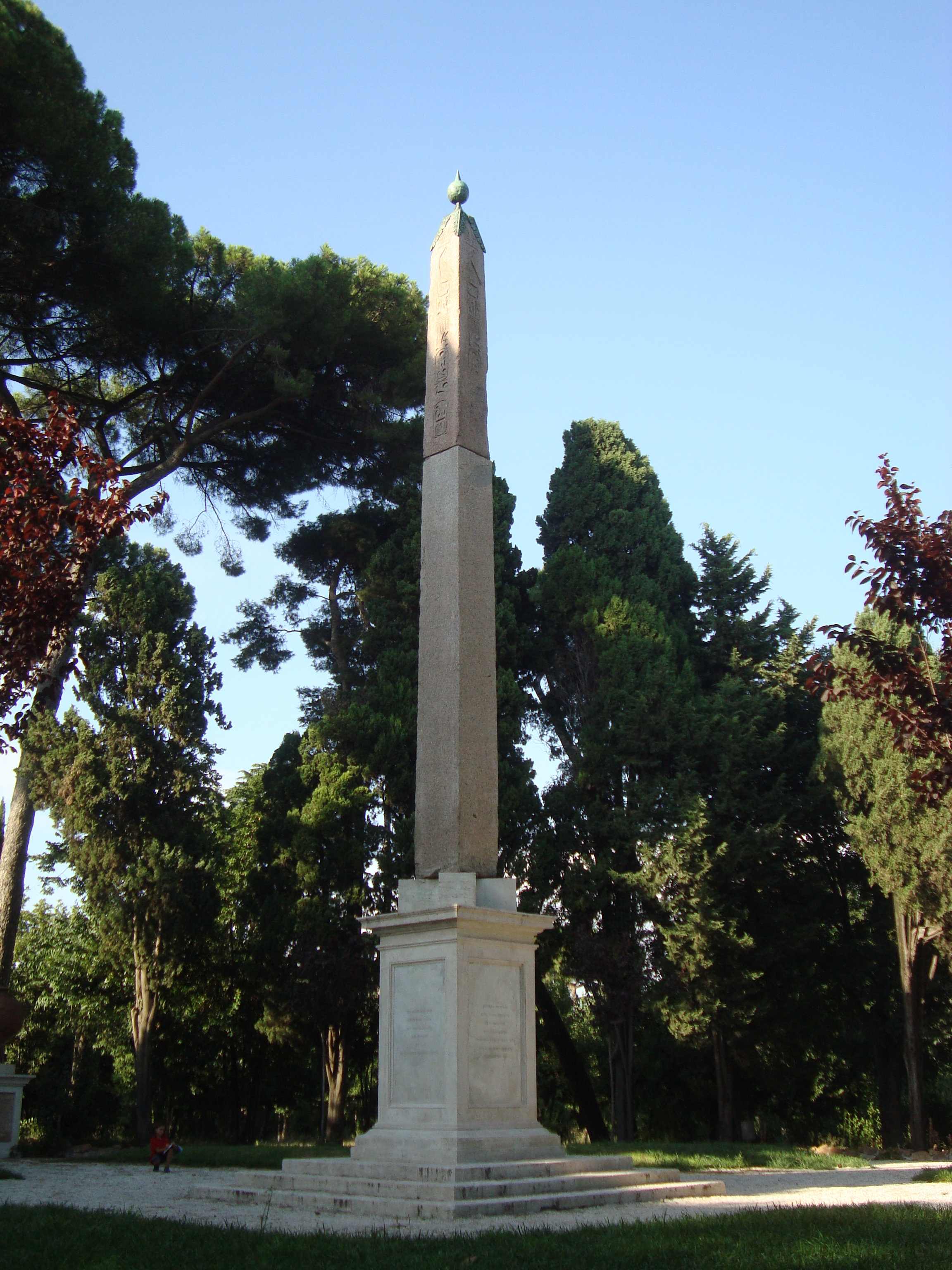
Obelisco da Villa Celimontana (Matteiano).

A entrada principal da villa fica perto da Piazza della Navicella, ao lado da igreja de Santa Maria in Domnica. Uma segunda entrada está no Clivo di Scauro, perto da basílica de Santi Giovanni e Paolo. O parque atual é uma continuação das Termas de Caracala.
Segundo a tradição, Numa Pompílio encontrou a ninfa Egéria no local e, no terreno da moderna villa, à esquerda da presente entrada na Piazza della Navicella, ficava a base da quinta coorte dos Vigiles. Os restos, da época de Trajano, foram escavados em 1820, em 1931 e em 1958. Em meados do século XVI, o terreno estava ocupado por uma vinha da família Paluzzelli, perto de Santa Maria in Domnica. Por determinação desta família, o terreno foi escavado e foram encontrados mármores coloridos, provavelmente de um templo romano, depois reaproveitados por Antonio da Sangallo, o Jovem na Sala Régia, no Palácio dos Museus Vaticanos.

## Villa

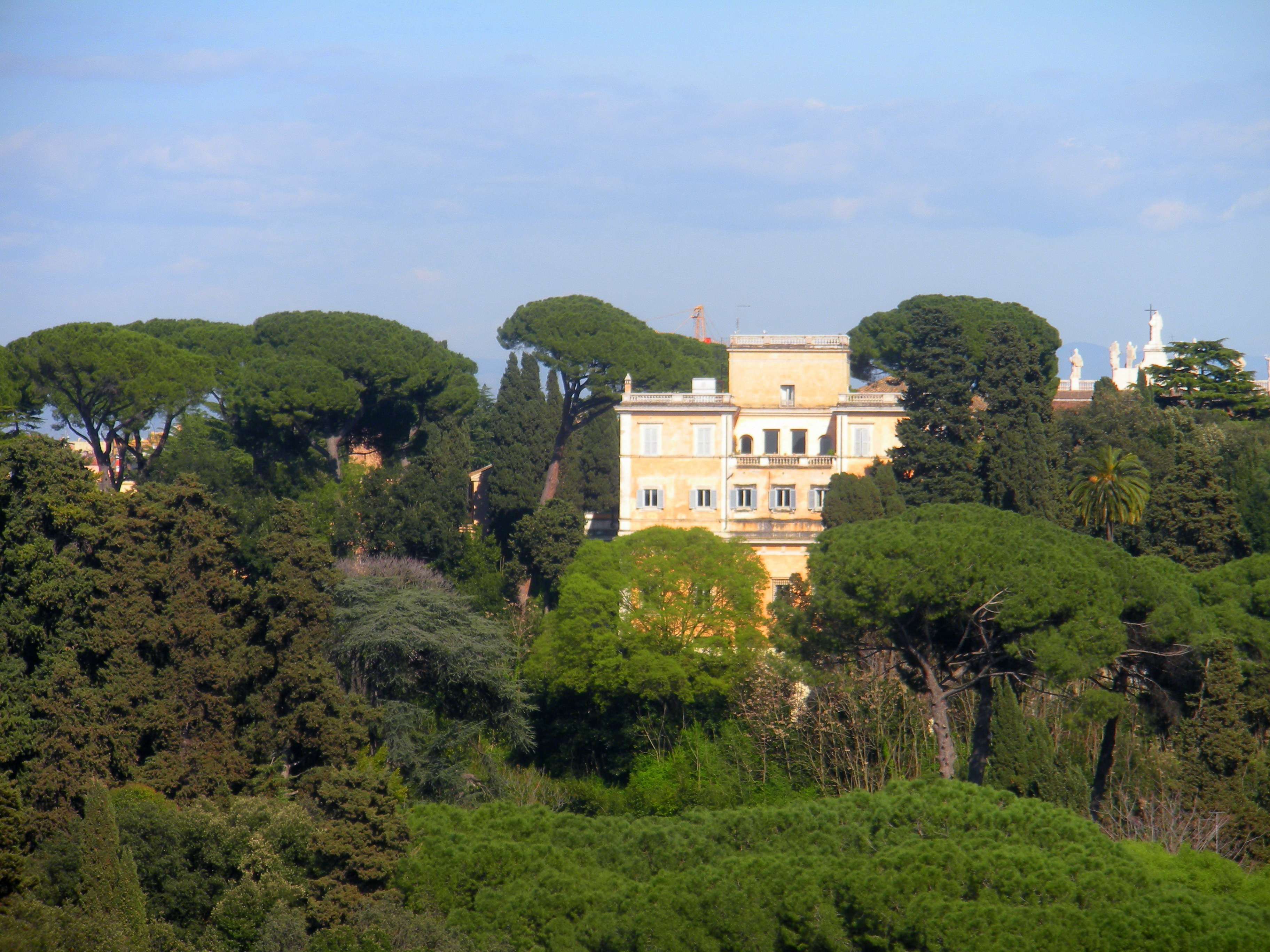
Villa Celimonta, Roma. Estátuas da Basílica de São João ao fundo.

Em 1553, a vinha foi adquirida por 1 000 escudos por Giacomo Mattei (o mesmo responsável pelo Palazzo Mattei di Giove, na Piazza Mattei), mas foi Ciriaco Mattei quem transformou-o numa villa em 1580, instruindo o arquiteto Giacomo del Duca, um aluno de Michelangelo, a construir o Palazzetto Mattei a Villa Celimontana e o primeiro esquema paisagístico no jardim. Esta villa original foi muito adaptado, mas era provavelmente uma estrutura de apenas um andar com um pórtico na fachada encimado por um friso dórico e uma balaustrada, que sobreviveu. Atualmente, a estrutura tem uma planta quadrangular com duas alas baixas e um pátio construído sobre uma plataforma artificial assentada sobre largos muros antigos (grande parte da dinastia flaviana, ainda vísiveis do lado sul).
A Coleção Mattei começou a ser dispersada em 1770 com a venda de dez estátuas para o Vaticano, incluindo a "Amazona", "Puditicia" e "Trajano Sentado", todas no Louvre atualmente, e em 1802, com a venda de um busto de Augusto, ainda hoje nos Museus Vaticanos. A villa, porém, permaneceu nas mãos da família Mattei até ser vendida em 1802. Depois, a propriedade trocou de mãos rapidamente — em 1813, ela foi adquirida pelo príncipe Manuel de Godoy, príncipe de La Paz e ministro de Carlos IV da Espanha. Em seguida, ela foi adquirida pela princesa Mariana dos Países Baixos, filha do rei Guilherme I, e depois por Federica, princesa da Prússia ede Bauffremont, em 1857 e, finalmente, pelo barão bávaro Richard Hoffman em 1869. Na Primeira Guerra Mundial, o estado italiano confiscou a villa por ela ser propriedade de um cidadão de nacionalidade inimiga e, em 1923, as esculturas mais importantes nos jardins foram levadas para o Museu Nacional Romano. In 1926, a villa foi cedida aos proprietários atuais, a Società Geografica Italiana.

## Jardins

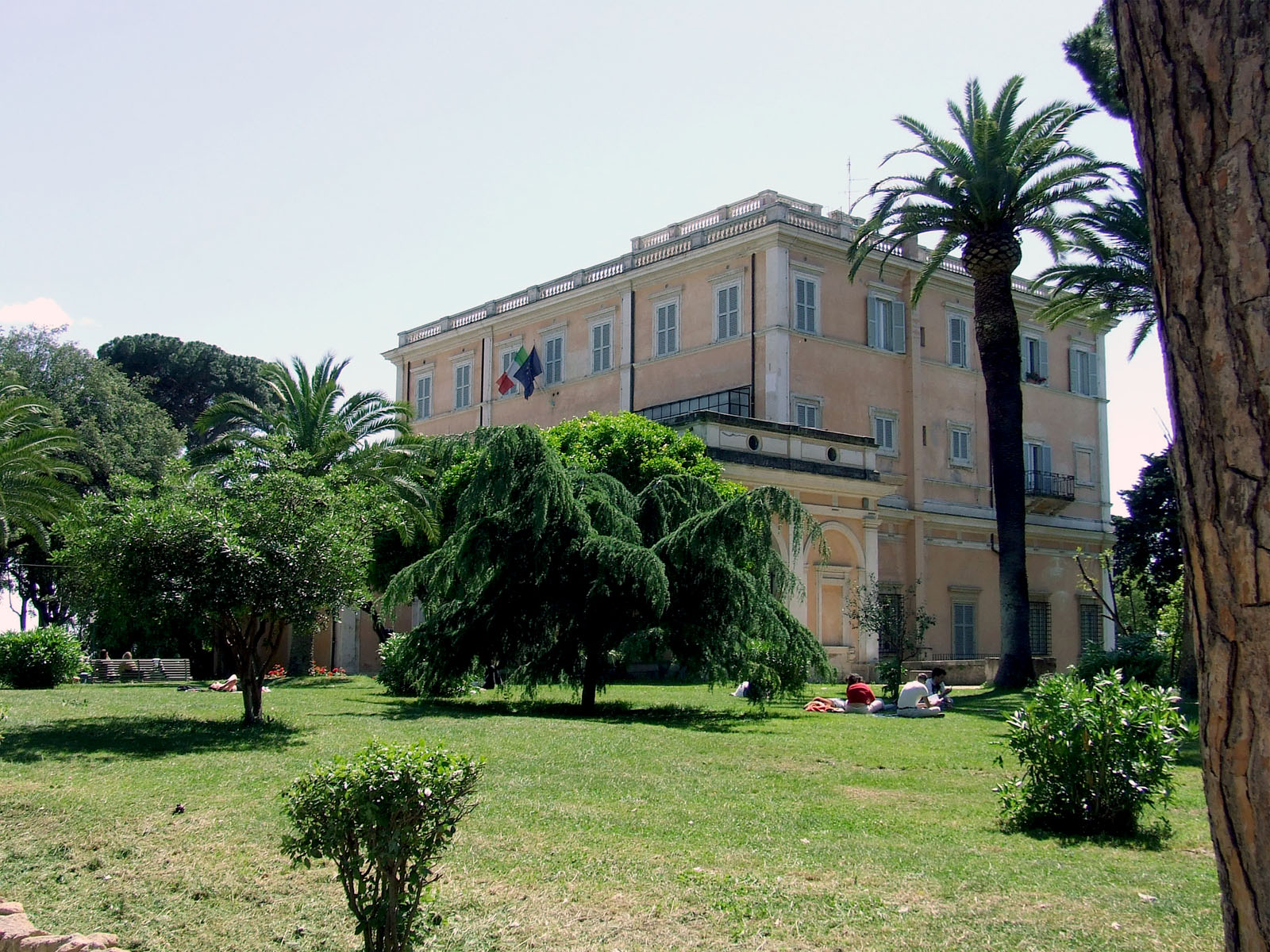
Vista do Palazzetto Mattei, sede da Sociedade Geográfica Italiana.

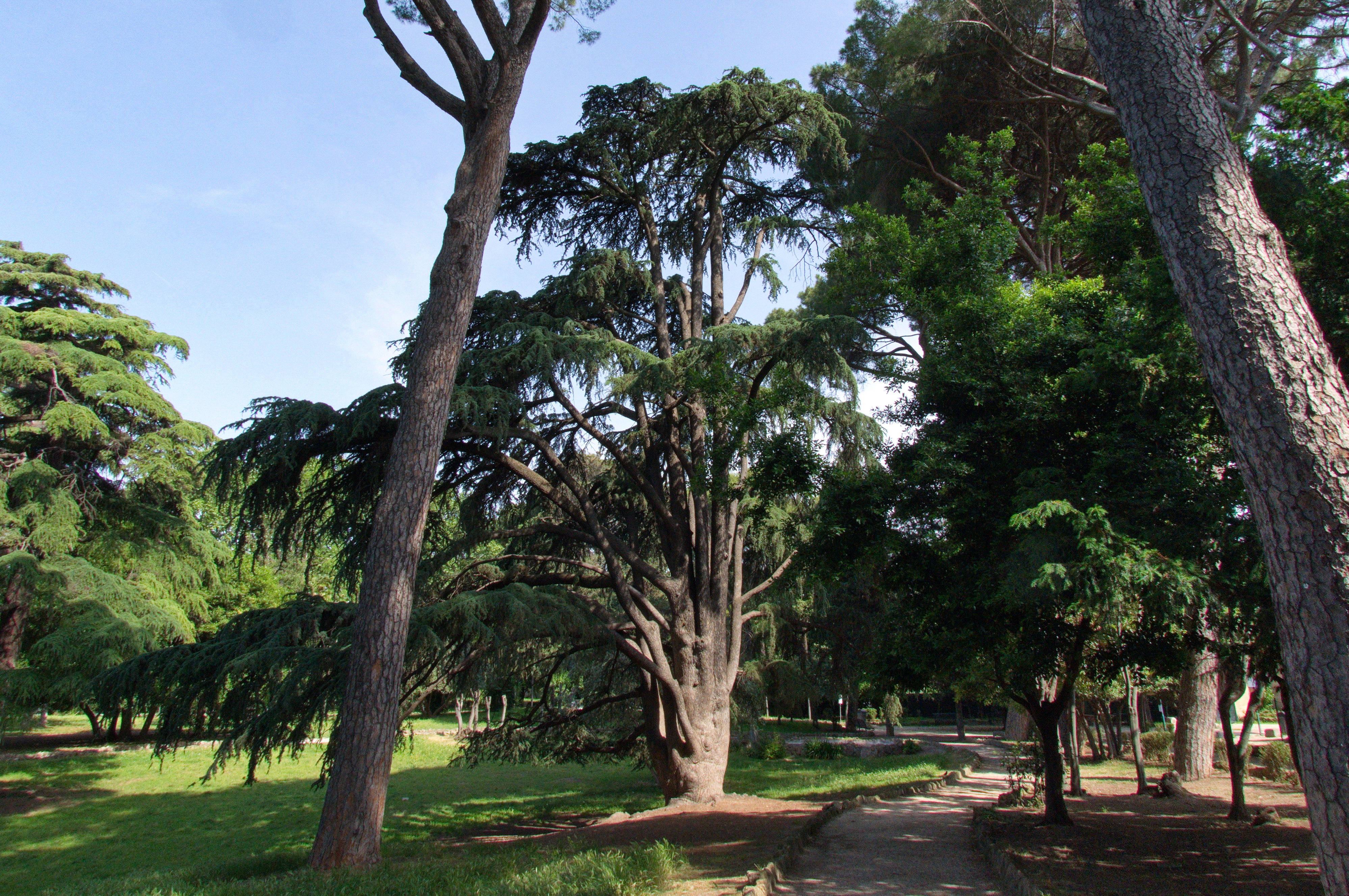
Vista do jardim com um cedro do Líbano em primeiro plano.

Nos jardins da vila estavam expostas diversas peças da Coleção Mattei. Em 1552, São Filipe Néri instituiu a cerimônia da "Visita às Sete Igrejas"(São Pedro, San Giovanni in Laterano, Santa Maria Maggiore, San Paolo fuori le Mura, San Lorenzo fuori le Mura, San Sebastiano all'Appia Antica e Santa Croce in Gerusalemme) e família Mattei abriu seu jardim para que os peregrinos descansassem, provendo-os com pão, vinho, queijo, ovos, maçãs e salame. Os jardins foram depois alterados por Giovanni Fontana e Domenico Fontana, num esquema que incluía um obelisco. Os jardins eram famosos também por suas fontes, criadas por Bernini para Girolamo Mattei — incluindo a Fontana dell'Aquila (uma referência à águia, símbolo heráldico dos Mattei) e a Fontana del Tritone, ambas agora localizadas na Piazza di Santi Giovanni e Paolo.  
Escavações no local em 1889 trouxeram à luz a Basílica Hilariana, construída por Mânio Publício Hilário, e seus mosaicos únicos.
Em 1926, os jardins da villa foram entregues pelo estado à Comuna de Roma para criar um parque público. Sua entrada principal, em silhares rusticados e projetada no início do século XVII por Carlo Lombardi, era antigamente a entrada principal da Villa Giustiniani e foi movida para lá em 1931.

### Obelisco daVilla Celimontanta
O obelisco que hoje decora os jardins, conhecido como Obelisco da Villa Celimontana ou Obelisco Matteiano, é um de pequeno porte presenteado aos Mattei em 1582. Sua parte inferior é uma agregação de diversos outros obeliscos de origem desconhecida, mas a superior, com 2,68 metros, apresenta hieróglifos de Ramessés II, revelando sua origem no Templo do Sol em Heliópolis. Ele foi levado para Roma juntamente com o Obelisco Minerveo (Piazza della Minerva) e o Obelisco Dogali (nas Termas de Diocleciano) ainda na Antiguidade para decorar o Iseu Capitolino, que ficava na encosta do Capitólio. No século XIV, ele foi colocado no sopé do Capitólio — conta a lenda que o globo em sua ponta abrigava as cinzas de Augusto e que ele teria sido colocado ali pelo rebelde Cola di Rienzo como símbolo da liberdade de Roma.
Ele foi presenteado a Ciriaco Mattei em 1582 pelo Senado de Roma e levado para o parquem 1587 para ser a peça central do teatro da villa. Manuel de Godoy determinou que ele fosse movido para sua posição atual, no final da rota central de acesso, pelo arquiteto espanhol Antonio Celles em 1817. Foi nesta ocasião que ele foi colocado em sua atual base do século XVI, com quatro leões. Durantes as obras, um suporte se quebrou e um operário teve sua mão e parte de seu braço preso sob o obelisco (ainda estão lá) e só foi removido depois uma amputação de emergência.